# Pyrausta fodinalis
Pyrausta fodinalis là một loài bướm đêm trong họ Crambidae.